# Là où le vent me mène
Là où le vent me mène è il sesto album di Keen'V pubblicato nell'ottobre 2015. Nel 2016 viene certificato doppio disco di platino.

## Tracce
1. Un Monde Meilleur – 3:27
2. Rien qu'une fois – 3:16
3. J'avais cru comprendre – 3:34
4. Insomnie – 3:09
5. La vie devant nous (feat. Lorelei B.) – 3:14
6. Comme les autres – 3:43
7. Si j'avais su... – 3:19
8. Blessures du passé – 4:15
9. Ma petite Jade – 3:21
10. Le temps passe... – 3:00
11. Dans ce genre de soirée – 3:01
12. J'ai piscine (feat. Rayane Bensetti) – 3:05
13. Tout oublier (feat. Nawaach) – 3:33
14. Marie Jeanne (Ma petite Jade) "Version non censurée" – 3:21
15. Où le vent me mène – 3:23
16. Faisons l'amour (Bonus Track) – 4:26
17. Petite Émilie (Version 2015) (Bonus Track) – 3:12

## Disco nelle hit-parades
Albums
| Anno | Album                 | Miglior posizione | Miglior posizione | Casa Discografica | Certificazione          | Note |
| Anno | Album                 | Belgio            | Francia           | Casa Discografica | Certificazione          | Note |
| ---- | --------------------- | ----------------- | ----------------- | ----------------- | ----------------------- | ---- |
| 2015 | Là où le vent me mène | 12                | 1                 | Warner Music      | Doppio disco di platino |      |